# Culture de Michelsberg
Objets typiques
Vases en céramique tulipiformes
La culture de Michelsberg (en allemand : Michaelsberger Kultur, MK) est une culture archéologique du Néolithique moyen d'Europe de l'Ouest. Elle s'étend d'environ 4400-4300 à 3700-3500 AEC. Sa chronologie détaillée, basée sur les vestiges de poterie, a été proposée dans les années 1960 par l'archéologue et préhistorien allemand Jens Lüning. Son aire géographique couvrait une grande partie du bassin rhénan : l'ouest de l'Allemagne, le sud des Pays-Bas, la Belgique et les franges nord-est de la France.

## Historique
Le nom conventionnel de cette culture est dérivé de celui d'un important site archéologique sur le Michaelsberg, une colline s'élevant près d'Untergrombach, un village dans l'entité de Bruchsal, entre Karlsruhe et Heidelberg (Land de Bade-Wurtemberg).
Considérée en 1950 par Jean Arnal, avec d'autres sites d'Europe occidentale (Windmill Hill à Avebury, Almería, Lagozza (it), Cortaillod, etc.) comme une composante du Chasséen, elle en a été détachée dès 1959 par R. Riquet qui ne retient l'appellation chasséenne que pour les productions du Néolithique moyen français.

## Chronologie
La culture de Michelsberg, datant du Néolithique moyen, a précédé la culture de Wartberg (3600 à 2800 av. J.-C.).

## Faciès archéologique

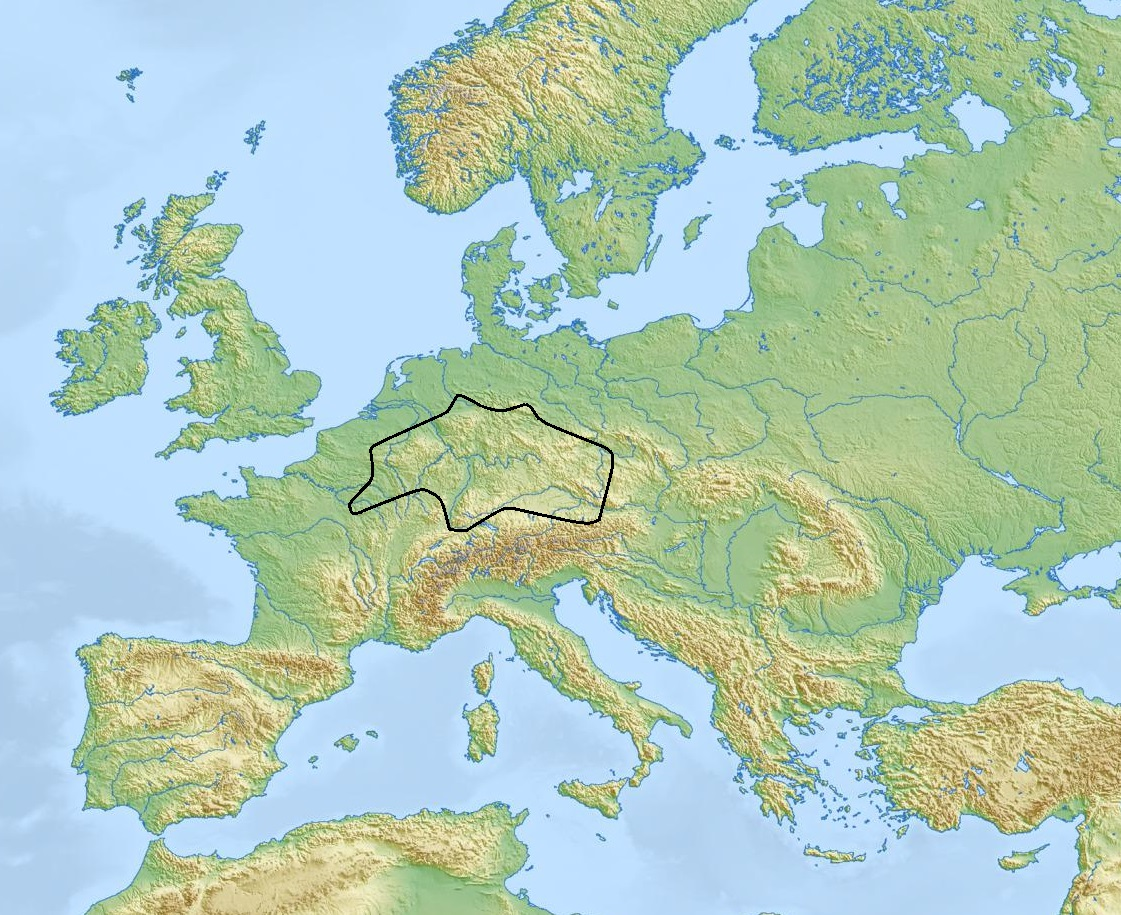
Répartition approximative de la culture de Michelsberg

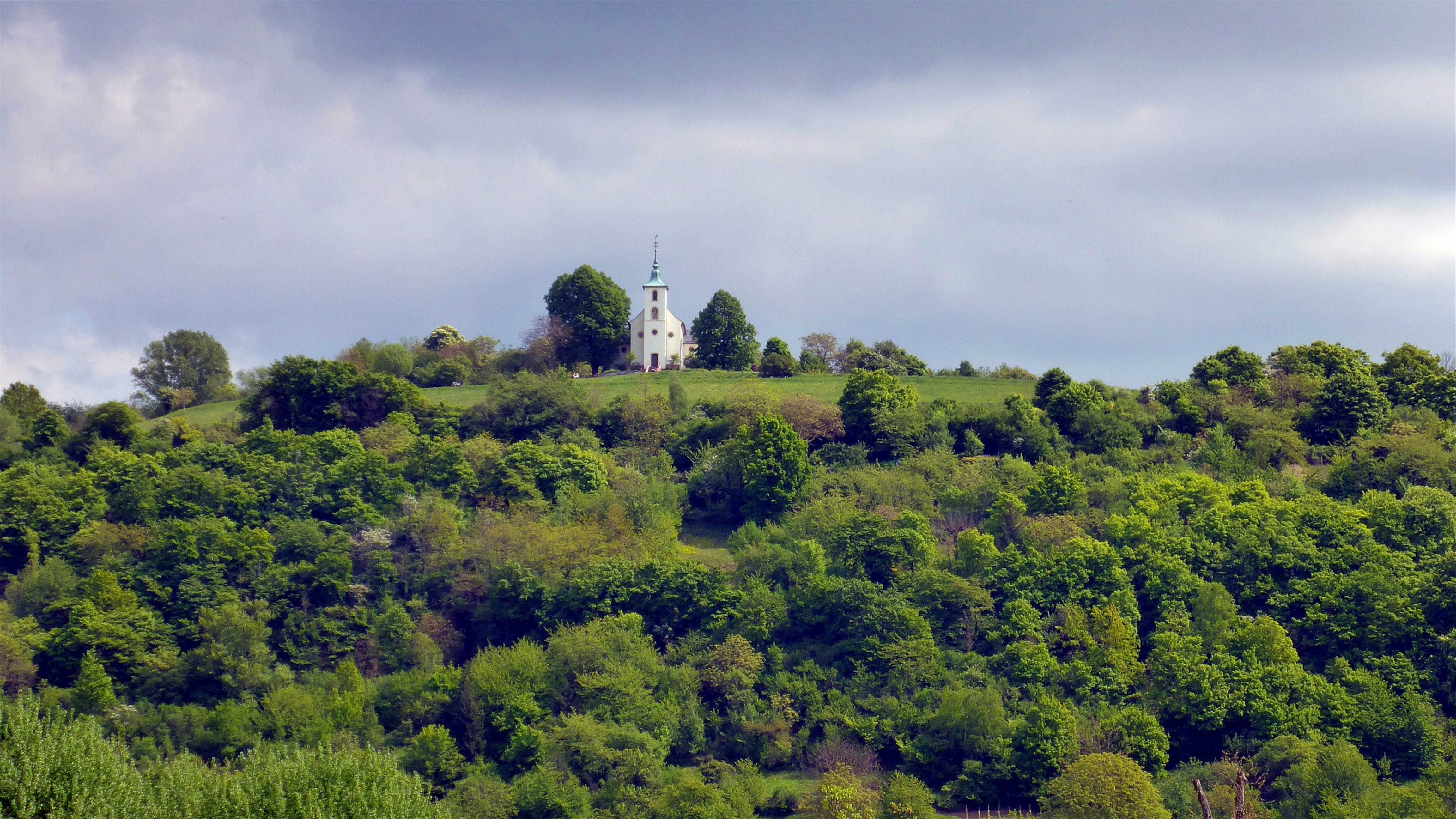
Colline de Michaelsberg (Michelsberg) en Allemagne.

Les poteries typiques de cette culture présentent des formes probablement héritées des traditions céramiques d'Europe septentrionale. Les objets en cuivre sont très rares et le mégalithisme funéraire, absent.

## Génétique et mouvements de population
Dans le nord-est de la France, l'apparition de la culture du Michelsberg a été corrélée à des changements culturels majeurs et interprétée comme le résultat de l'implantation de nouveaux groupes originaires du bassin parisien. Au niveau régional, l'analyse du pool de gènes mitochondriaux de Gougenheim (Alsace) a permis de mettre en évidence une rupture génétique majeure associée à l'émergence du Michelsberg dans la région. Cette discontinuité génétique semble liée à de nouvelles affinités avec les agriculteurs du bassin parisien, en corrélation avec un héritage notable de chasseurs-cueilleurs.
Toutes les preuves recueillies soutiennent l'origine occidentale des groupes du Michelsberg et l'implication potentielle de cette migration dans la progression de l'héritage des chasseurs-cueilleurs du bassin de Paris vers l'Alsace / Allemagne de l'Ouest au début de la fin Néolithique. La résurgence de l'ascendance de chasseurs-cueilleurs semble ainsi se produire plus tôt en France qu'en Europe centrale où celle-ci ne sera évidente qu'à partir de la culture de Wartberg et de Bernburg vers 3 100 av. J.-C..

## Pratiques funéraires

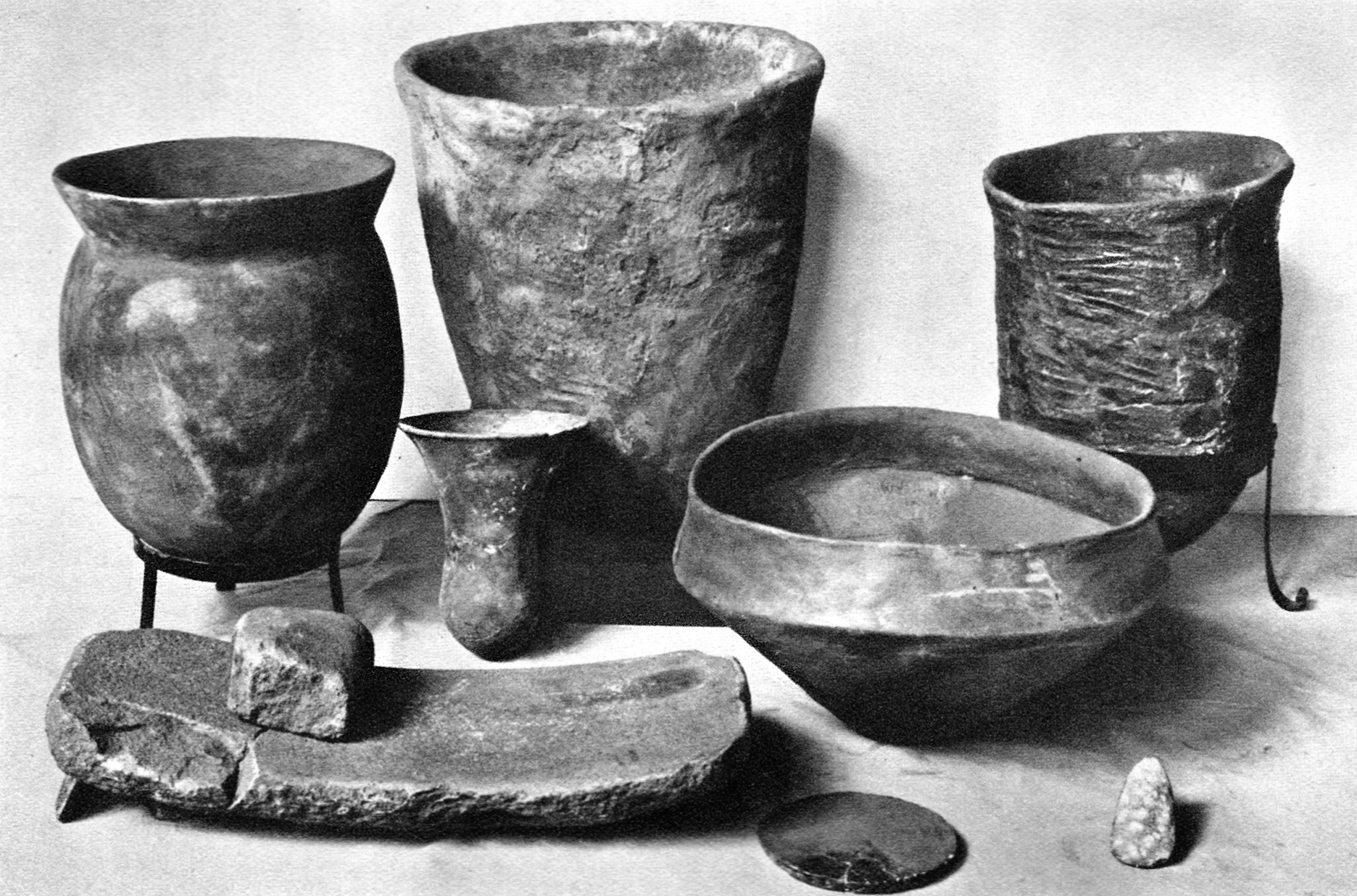
Céramiques et meules du Michelsberg provenant d'une tombe près de Hoheneck, Landesmuseum Württemberg à Stuttgart.

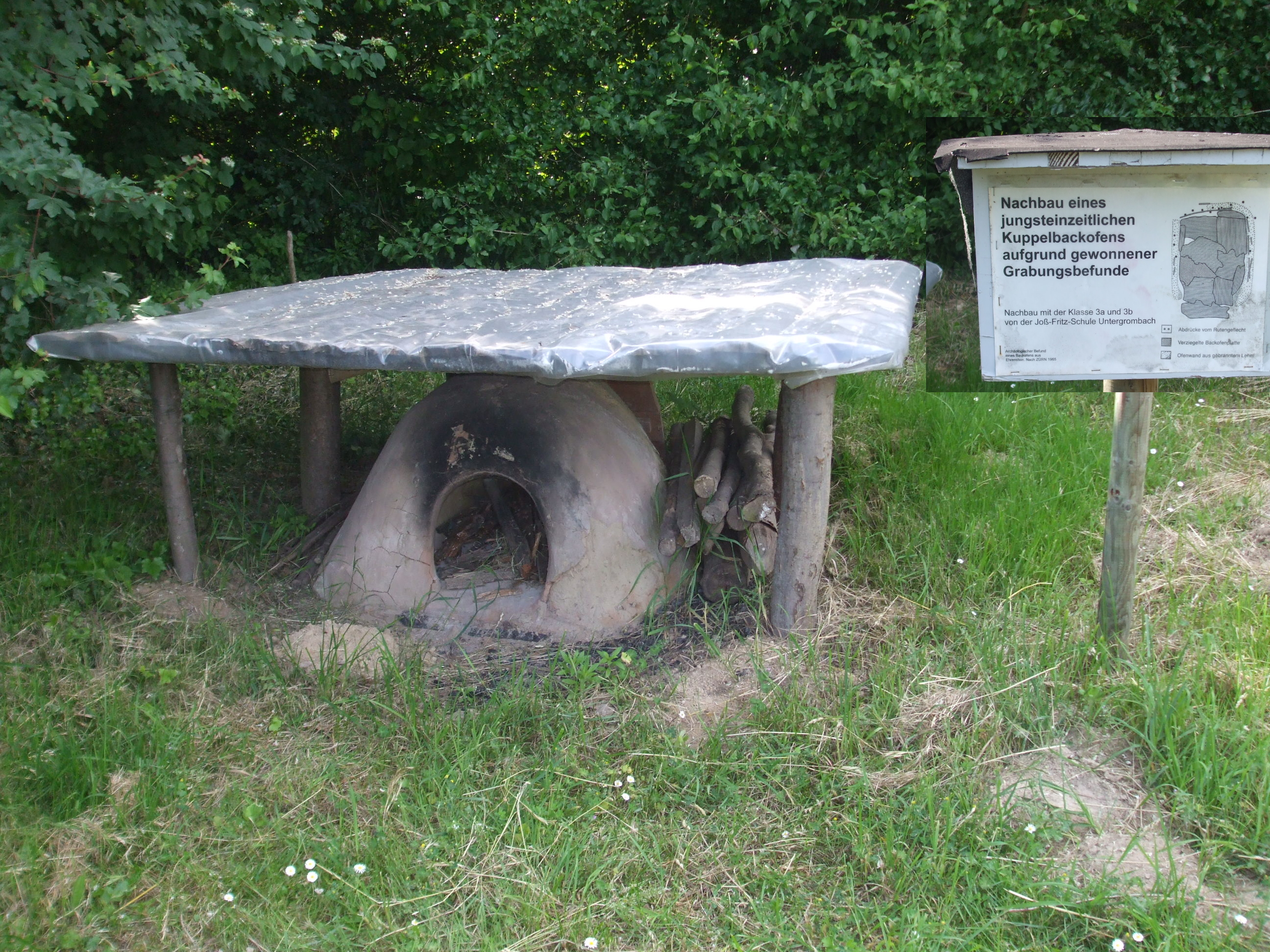
Reconstitution d'un four sur le site néolithique de Michaelsberg (Michelsberg) en Allemagne.

La transition culturelle que présente la culture de Michelsberg s'est accompagnée de l'expansion de pratiques funéraires particulières impliquant des inhumations dans des fosses circulaires et des individus en position « non conventionnelle » (déposés dans les fosses sans aucun traitement particulier). Si le statut de ces individus a été fortement débattu, l'hypothèse du sacrifice a été retenue pour le site de Gougenheim (Alsace). Au niveau local, l'étude génétique note des différences dans le pool génétique maternel des individus dans des positions « conventionnelles » et celles désignées comme « non conventionnelles ».
Les sépultures de la culture Michelsberg sont relativement rares et il n'y a aucune indication de l'existence de cimetières organisés contrairement aux précédentes cultures rubanée (ou de la poterie linéaire - LBK) et de Rössen.
Des restes humains à l'état de squelettes, fréquemment désarticulés, ont été découverts dans des fosses sur de nombreux terrassements du Michelsberg.
La colonie MK d'Aue (Saxe) a délivré huit fosses, six contenant un seul individu et deux en contenant plusieurs. Le profil d'âge des personnes enterrées est très étonnant, car il est limité aux enfants de moins de sept ans et aux adultes de plus de cinquante ans (un âge considérable en Europe néolithique). En d'autres termes, les êtres humains en âge de dominer la vie sociale et économique de la communauté sont absents des sépultures. Il a été suggéré que leurs corps n'ont peut-être pas reçu d'enterrement formel, mais ont été éliminés par excarnation, auquel cas les restes de squelettes provenant de fosses à ordures peuvent être le résultat d'une telle activité.
La même hypothèse peut s'appliquer aux ossements humains trouvés dans les remplissages des fossés d'enceinte autour des établissements du Michelsberg. Il a également été suggéré que des restes partiellement articulés trouvés dans de tels fossés pourraient indiquer que des tombes ont été placées sur les surfaces adjacentes à ceux-ci et qu'ils ont ensuite été emportés par l'érosion.
Parfois, les fosses contiennent des dépôts plus structurés d'os humains, comme des squelettes d'adultes entourés de ceux d'enfants. De telles sépultures sont probablement liées au domaine cultuel ou au rituel, tout comme les dépôts d'offrandes dans certaines fosses, en particulier dans les colonies d'Aue et de Scheelkopf où les fosses contenaient notamment des vases soigneusement placés et des cornes d'aurochs. Ces dernières avaient été soigneusement séparées des crânes, reflétant peut-être une signification symbolique particulière attribuée à cet animal.
Un aspect jusqu'ici inconnu de la pratique funéraire du Michelsberg est suggéré par la découverte en 2004 de sépultures du MK dans la grotte de Blätterhof près de Hagen, en Westphalie où des individus de tout âges semblent être représentés.
Un enterrement inhabituel a été découvert à Rosheim, dans le Bas-Rhin, en France. Ici, la fosse contenait les restes d'une femme adulte accroupie, les jambes appuyées contre une pierre. Elle semble avoir été placée, avec de la poterie et des os, dans un empaquetage soigné fait de mottes d'argile. Sa mort a été causée par un impact contondant sur son crâne.

## Le Michelsberg en Belgique
De nombreux sites de la culture de Michelsberg ont été découverts en Belgique dont :

### À Spiennes
Les populations du Michelsberg sont à l'origine de l'exploitation des mines de silex de Spiennes, en Belgique. Ces minières de Spiennes, situées en Hainaut, sont inscrites sur la liste du patrimoine mondial de l'UNESCO depuis 2000.

### À Chaumont-Gistoux
À Chaumont-Gistoux, dans le Brabant wallon, un important site du Michelsberg a été découvert en 1965, au lieu-dit « Les Bruyères ». Le site, d'une superficie de quelque 12 ha, est situé sur un promontoire sablonneux en forme de patte d'oie et présente un dispositif d'enceinte établi en arc de cercle dont seule la partie orientale a été préservée. Un fossé de 5 m de large et profond de 2 m entoure une levée de terre d'une hauteur de 2,5 m de haut et large de quelque 12 mètres. Les fouilles du site ont permis la récolte d'un matériel comprenant des silex taillés et de nombreux tessons de céramique. Un local aménagé entretenu par des passionnés du cercle d'histoire local présente quelques pièces et des documents didactiques.
Autres occupations du site
- Quelques tombes de forme oblongue datant du Mésolithique (VIIe et VIIIe millénaire AEC) sont également visibles à proximité du site.
- À proximité immédiate, se dressent encore les restes de deux tombelles à enceinte, sorte de tumuli, datant de l'Âge du bronze ancien et moyen et liées à la culture de Hilversum (2000 à 1200 AEC).

### À Boitsfort
Dans la commune bruxelloise de Boitsfort, des restes de fortifications datant du Michelsberg ont été mises au jour dans la forêt de Soignes. Cependant ce site a été saccagé en 1989 par de lourds engins de débardage.

### Autres localités
en province du Brabant wallon
- Au lieu-dit Paudure à Braine-l'Alleud
- Au Mont-a-Henry à Ittre
- L'enceinte du Chêne au Raux Orp-Jauche/Énines
- À Grez-Doiceau, Nil-Saint-Vincent, Nil-Saint-Martin, Nivelles, Ophain

en province du Brabant flamand
- La ferme Saint Anne à Rhode-Saint-Genèse[16]

en province de Liège
- Le trou de la Heid à Comblain-au-Pont[17]
- Pont-de-Bonne, le Rocher du Vieux-Château à Modave[18]

en province de Hainaut
- Les fossés à palissades de Thieusies
- Le gué du Plantin à Neufvilles[19], site occupé de 4320 à 4000 av. J.-C.

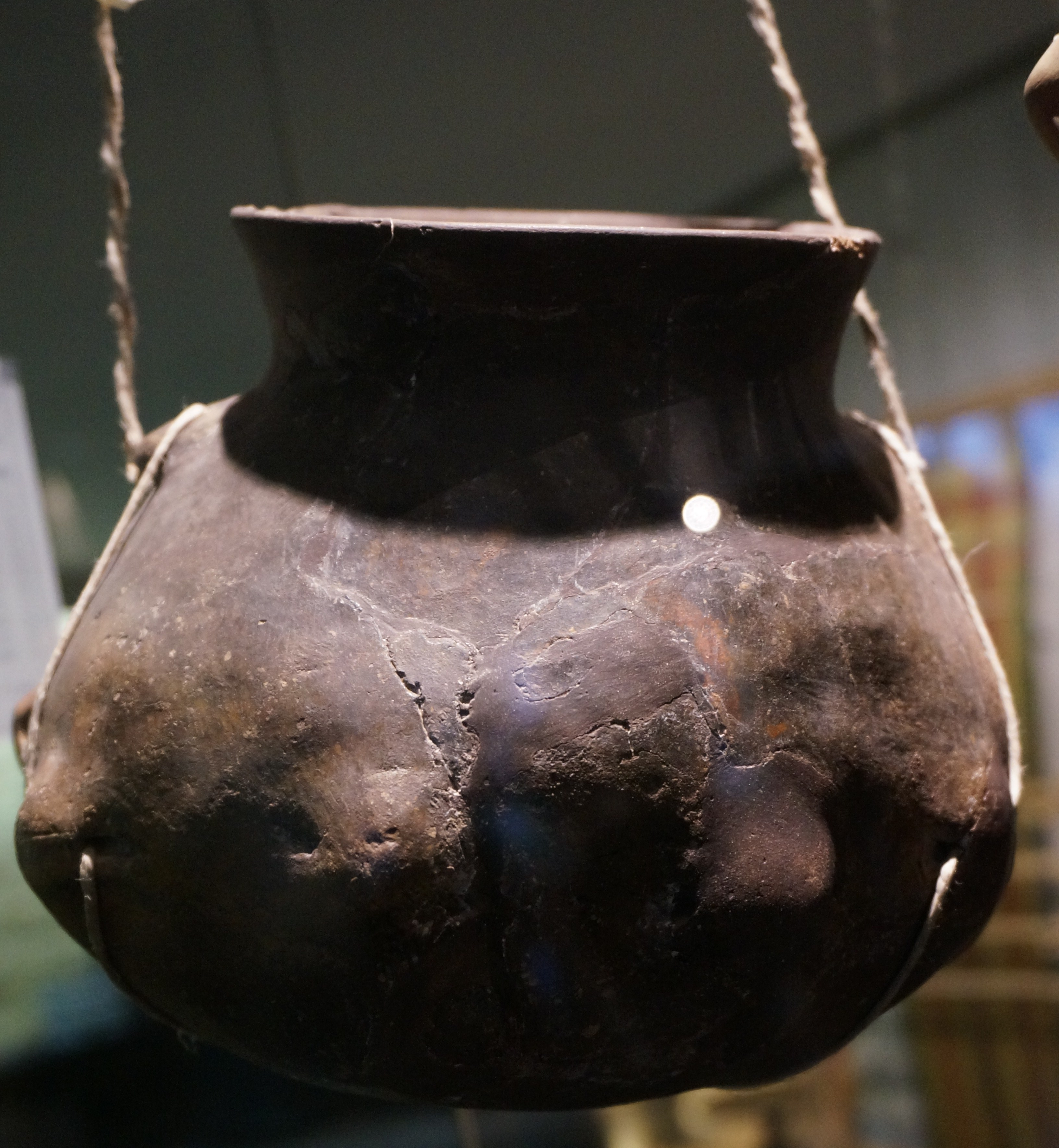
Mairy, cruche à suspension présentée au musée de l'Ardenne à Charleville-Mézières.

- À Blicquy

en province de Namur
- L'abri des Autours à Dinant

## Le Michelsberg en France
- Au lieu-dit « Le Haut des Nachères » à Noyen-sur-Seine (Seine-et-Marne, région Île-de-France), un site où les vestiges d'une enceinte datée du Néolithique moyen, associée à des poteries de type Chasséen et de type Michelsberg, ont été excavées en 1970[20],[21].
- Au site des falaises de Prépoux à Villeneuve-la-Guyard (au nord du département de l'Yonne, unité géographique du bassin Parisien), deux camps appartiennent à la culture Chasséo-Michelsberg (groupe de Noyen)[22].
- À Carvin (Pas-de-Calais), les vestiges exceptionnels d’une enceinte fortifiée néolithique ont été découverts en 2008[23].
- Mairy dans les Ardennes.
- En Lorraine, à Arnaville, Bayonville-sur-Mad, Novéant-sur-Moselle[24].

La fouille du site de Gougenheim en Alsace a permis de mettre au jour 30 fosses circulaires contenant 46 individus entre 4 100 et 3 500 av. J.-C..

## Le Michelsberg en Allemagne
- Bruchsal « Aue »[25]
- Hofheim
- Ilsfeld
- Klingenberg
- Obereisesheim
- Urmitz
- Venusberg (Bonn)